# Campionatul Mondial de Scrimă pentru juniori din 2002
Campionatul Mondial de Scrimă pentru juniori din 2002 s-a desfășurat în perioada 1–8 aprilie la Antalya, Turcia.

## Rezultate

### Masculin
| Probă             | Aur                                                                      | Argint                                                               | Bronz                                                               |
| Spadă             | Ulrich Robeiri (FRA)                                                     | Igor Turcin (RUS)                                                    | Gauthier Grumier (FRA) · Matteo Tagliariol (ITA)                    |
| Floretă           | Térence Joubert (FRA)                                                    | Erwann Le Péchoux (FRA)                                              | Joshua McGuire (CAN) · Andrea Cassarà (ITA)                         |
| Sabie             | Aleksei Iakimenko (RUS)                                                  | Tamás Decsi (HUN)                                                    | Wang Jingzhi (CHN) · Mike Momtselidze (USA)                         |
| Spadă pe echipe   | Franța Mathieu Canu Ulrich Robeiri Gauthier Grumier Bastien Sicot        | Germania Norman Ackermann Tillmann Fetzer Sebastian Happ Bojan Lovas | China Sheng Wei Fei Qin Gu Tong Tuo                                 |
| Floretă pe echipe | Franța Jérôme Jault Térence Joubert Erwann Le Péchoux Guy de Lamballerie | Rusia Iuri Molciam Artiom Sedov Serghei Tihonov Anton Ivanov         | Germania Peter Joppich Simon Senft Michael Stanek Benjamin Weinkauf |
| Sabie pe echipe   | Rusia Pavel Bîkov Viaceslav Sazonov Aleksei Iakimenko Ilia Mokretsov     | Ucraina Serhii Șkalilov Oleh Șturbabin Vadim Șturbabin Artiom Dranîk | Ungaria Mihály Csikány Tamás Decsi Sándor Neuhold Gergely Bokor     |

### Feminin
| Probă             | Aur                                                                     | Argint                                                                            | Bronz                                                                          |
| Spadă             | Ana Maria Brânză (ROU)                                                  | Li Tan (CHN)                                                                      | Jung Hyo-jung (KOR) · Kerry Walton (USA)                                       |
| Floretă           | Carolin Neckermann (GER)                                                | Marta Simoncelli (ITA)                                                            | Katarzyna Kryczało (POL) · Viktoria Nikicina (RUS)                             |
| Sabie             | Bao Yingyin (CHN)                                                       | Louise Bond-Williams (GBR)                                                        | Cho Kvong-mi (KOR) · Sada Jacboson (SUA)                                       |
| Spadă pe echipe   | Rusia Ekaterina Șurupina Liubov Șutova Anna Sivkova Anastasia Ceptalina | Italia Virgina Di Franco Francesca Quondamcarlo Elena Rainero Bianca Del Carretto | Germania Beate Christmann Marijana Markovic Britta Heidemann Stefanie Geiger   |
| Floretă pe echipe | Rusia Nadeja Balmasova Viktoria Nikicina Evgenia Lamonova Iana Ruzavina | Polonia Izabela Knop Katarzyna Kryczało Małgorzata Wojtkowiak                     | Italia Marta Camilletti Claudia Pigliapoco Valentina Cipriani Marta Simoncelli |
| Sabie pe echipe   | China Bao Yingying Tan Xue Zhang Ying                                   | Statele Unite Emily Jacobson Sada Jacobson Mariel Zagunis Amelia Gaillard         | Franța Julie Doron Anaïs Drion Léonore Perrus Carole Vergne                    |

## Clasament pe medalii
| Loc   | Țară           | Aur | Argint | Bronz | Total |
| ----- | -------------- | --- | ------ | ----- | ----- |
| 1     | Rusia          | 4   | 2      | 1     | 5     |
| 2     | Franța         | 4   | 1      | 2     | 7     |
| 3     | China          | 2   | 1      | 2     | 5     |
| 4     | Germania       | 1   | 1      | 2     | 4     |
| 5     | România        | 1   | 0      | 0     | 1     |
| 6     | Italia         | 0   | 2      | 3     | 5     |
| 7     | Statele Unite  | 0   | 1      | 3     | 4     |
| 8     | Ungaria        | 0   | 1      | 1     | 2     |
| 9     | Polonia        | 0   | 1      | 1     | 2     |
| 10    | Ucraina        | 0   | 1      | 0     | 1     |
| 10    | Marea Britanie | 0   | 1      | 0     | 1     |
| 12    | Coreea de Sud  | 0   | 0      | 2     | 2     |
| 13    | Canada         | 0   | 0      | 1     | 1     |
| Total | Total          | 12  | 12     | 18    | 42    |